# Лысенко, Анастасия Сергеевна
Анастасия Сергеевна Лысенко (укр. Лисенко Анастасія Сергіївна; род. 2 декабря 1995 года) — украинская тяжелоатлетка, многократный серебряный призёр чемпионатов Европы. Чемпионка Европы среди юниоров 2014 года. Участница летних Олимпийских игр 2016 года.

## Карьера
В 2014 году стала чемпионкой Европы среди юниоров. Выступала в весовой категории свыше 75 кг, взяв вес в сумме двоеборья 265 кг. 
В 2015 году на континентальном первенстве в Тбилиси завоевала серебряную медаль установив в весовой категории свыше 75 кг итоговый результат в сумме двух упражнений 280 кг. На чемпионате мира 2015 года была 14-й. 
В 2016 году на Олимпийских играх в Рио-де-Жанейро заняла итоговое 10-е место установив итоговый результат в сумме двух упражнений 263 кг.
В 2017 году на чемпионате Европы в Сплите завоевала вторую свою серебряную медаль установив итоговый вес 277 кг. 
На чемпионате мира в 2018 году в Туркмении в весовой категории свыше 87 кг стала восьмой, вес штанги по сумме двух упражнений был равен 267 кг.
На чемпионате Европы 2019 года, в Батуми, украинская спортсменка по сумме двух упражнений стала в третий раз серебряной медалисткой, сумев зафиксировать результат 268 кг. В упражнении рывок она завоевала малую серебряную медаль (120 кг), также в упражнении толчок завоевала малую серебряную медаль, продемонстрировав результат на штанге 148 кг.
В апреле 2021 года на Чемпионате Европы в Москве, украинская тяжёлоатлетка в олимпийской весовой категории свыше 87 кг, с результатом 252 килограмма стала серебряным призёром. В упражнении "рывок" с весом 116 кг, а также в упражнении "толчок" с весом 136 кг она завоевала малые серебряные медали.

## Достижения
Чемпионат Европы
| Результат | Вес          | Год  | Место соревнований | Рывок | Толчок | Общий вес |
| Серебро   | свыше 75 кг. | 2015 | Тбилиси, Грузия    | 126,0 | 154,0  | 280,0     |
| Серебро   | свыше 90 кг. | 2017 | Сплит, Хорватия    | 125,0 | 152,0  | 277,0     |
| Серебро   | свыше 87 кг. | 2019 | Батуми, Грузия     | 120,0 | 148,0  | 268,0     |
| Серебро   | свыше 87 кг. | 2021 | Москва, Россия     | 116,0 | 136,0  | 252,0     |